# Sabotáž

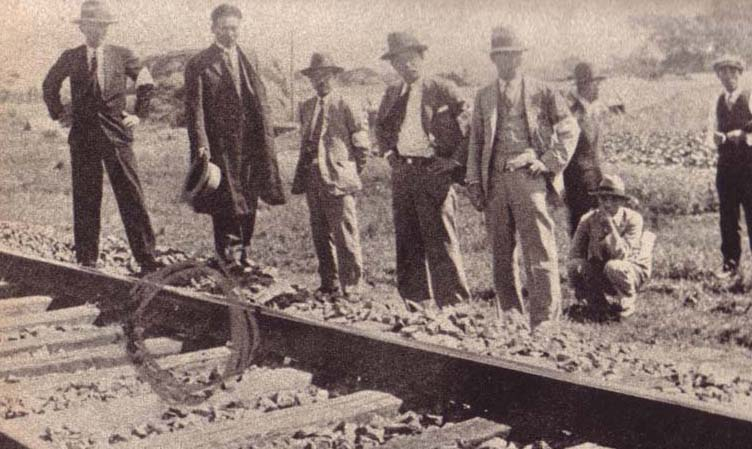
Japonští experti vyšetřují sabotáž na trati Jihomandžuské železniční společnosti, která vedla k japonské okupaci Mandžuska

Sabotáž (česky též záškodnictví) je podvratná diverzní činnost, která spočívá v úmyslném a vždy důsledně utajeném poškozování předmětů denní potřeby nebo v narušování funkčnosti nějakého důležitého technického systému. K sabotážím dochází v době prudkých společenských konfliktů – válek, povstání, odboje proti vojenské okupaci apod.

## Motivy pro sabotáž
- jedna z nekonvenčních taktik válčení (speciální jednotky armády nebo partyzáni v guerillové válce)
- boj o politickou moc
- konkurenční boj (průmyslová sabotáž)
- nekalá soutěž (buď v podnikání nebo ve sportu)
- snaha o prosazení politických, náboženských či jiných cílů (v tomto ohledu se shoduje s motivy terorismu)
- vyřizování si účtů, nenávist, pomsta, oslabení nebo eliminace soupeře pro vlastní prospěch…

## Příklady záškodnické činnosti
- vytrhávání železničních kolejí partyzány (např. během druhé světové války)
- přerušování telefonních či telegrafních vedení (např. během druhé světové války)
- úmyslná výroba nefunkčních granátů a leteckých pum nebo záměrně slabých a nedokonalých barikád (v obou světových válkách)
- otravování studní, znehodnocování zdrojů pitné vody apod.
- vyhození do povětří dopravní stavby (např. železničního mostu)
- potopení lodě náložemi (kupř. pomocí útoku žabích mužů, miniponorek apod.)
- poškození stroje soupeře před závodem jiným závodníkem

## Sabotáž v českém trestním právu
Jako zločin trestal sabotáž už zákon na ochranu lidově demokratické republiky z roku 1948. Spočívala tehdy v neplnění, obcházení nebo porušení povinností, které pachateli vyplývaly z jeho veřejné funkce, úřadu, služby nebo povolání, a to buď s úmyslem zmařit či jen ztížit plnění jednotného hospodářského plánu, nebo s úmyslem ohrozit tím jiný důležitý zájem republiky. Trestem za hospodářskou sabotáž byl těžký žalář od jednoho roku do pěti let, případně od pěti do deseti let, zejména pokud by bylo plnění hospodářského plánu zmařeno nebo ztíženo v podstatném úseku, pokud byla spáchána zločinným spolčením osob či v době válečného ohrožení. V případě ohrožení jiného důležitého zájmu republiky šlo také o pět až deset let těžkého žaláře.
Trestní zákon z roku 1950 definoval sabotáž obdobně, kromě toho navíc výslovně trestal poškození státního majetku nebo majetku lidových družstev, pokud zde byl úmysl mařit nebo ztěžovat provoz veřejných podniků nebo jiných obecně prospěšných zařízení. Tresty se však zásadně zvýšily, v základní sazbě šlo o pět až deset let, v kvalifikovaných skutkových podstatách až 25 let odnětí svobody. V případech jako je sabotáž na podstatném úseku plnění hospodářského plánu, ohrožení života více osob či obrany státu však bylo možné uložit i doživotí nebo trest smrti.
Trestní zákon z roku 1961 sabotáž vymezil relativně neurčitě jako maření nebo ztěžování důležitých úkolů např. státních nebo hospodářských institucí či způsobení poruchy v jejich činnosti, a to zneužitím svého zaměstnání či funkce s úmyslem poškodit státní zřízení nebo obranyschopnost republiky. Tresty však byly sníženy, v základní sazbě šlo o odnětí svobody na tři léta až deset let, v kvalifikovaných skutkových podstatách až 15 let, ale také opětovně i trest smrti. Pokud pak byla spáchána ve spojení s cizí mocí, byla brána jako vlastizrada. V zásadě stejné vymezení sabotáže, včetně vlastizrady a pochopitelně kromě možnosti uložení trestu smrti, pak zůstalo i v trestním zákoníku z roku 2009. Navíc jsou ale takto chráněny i mezinárodní organizace, jichž je Česká republika členem.
Vzhledem ke svému významu konají řízení v prvním stupni krajské soudy a vláda dokonce až do roku 1990 mohla, pokud by se sabotáže nebezpečně rozmáhaly, vyhlásit na daném území stanné právo (zrychlené řízení bez možnosti odvolání a v případě uznání viny okamžitý trest smrti).